# Usilampatti
Usilampatti es una ciudad y municipio situada en el distrito de Madurai en el estado de Tamil Nadu (India). Su población es de 35219 habitantes (2011). Se encuentra a 38 km de Madurai.

## Demografía
Según el censo de 2011 la población de Usilampatti era de 35219 habitantes, de los cuales 17625 eran hombres y 17594 eran mujeres. Usilampatti tiene una tasa media de alfabetización del 86,84%, superior a la media estatal del 80,09%: la alfabetización masculina es del 91,93%, y la alfabetización femenina del 81,89%.